# 韦伊内·卡扬德
韦伊内·卡扬德（芬蘭語：Väinö Kajander，1893年11月30日—1978年9月16日），芬兰男子摔跤运动员。他曾代表芬兰参加1932年夏季奥林匹克运动会摔跤比赛，获得男子古典式次中量级银牌。